# N'Gana
N'Gana est une commune rurale située dans le département de Samorogouan de la province de Kénédougou dans la région des Hauts-Bassins au Burkina Faso.

## Géographie
N'Gana est situé à environ 14 km à l'est de Samorogouan.

## Santé et éducation
Le centre de soins le plus proche de N'Gana est le centre de santé et de promotion sociale (CSPS) de Sikorla-Diérikandougou.